# 檜垣嗣子
檜垣 嗣子（ひがき つぎこ、1966年 - ）は、日本の翻訳家。
東京都生まれ。上智大学卒業。パリ第10大学第二課程修士。パリ第3大学言語文化教育専門研究課程修了。神奈川大学国際日本学部非常勤講師。

## 訳書
- オリヴィエ・フェルミ『凍れる河』新潮社、1995年
- ステイシー・シフ『サン=テグジュペリの生涯』新潮社、1997年
- リュック・ベッソン『最後の戦い　リュック・ベッソンの世界』ソニー・マガジンズ、1997年
- リュック・ベッソン『フィフス・エレメント リュック・ベッソンの世界』ソニー・マガジンズ、1998年
- パルデン・ギャツォ『雪の下の炎』新潮社、1998年
- ピエール＝アントワーヌ・ベルネム『世にも有名な犬たちの物語』文藝春秋、1999年
- マイケル・ライト『フル・ムーン』新潮社、1999年
- リュック・ベッソン原案、パスカル・パリヨー、ボブ・クロープ著、朝倉めぐみ絵『グラン・ブルーの物語』ソニー・マガジンズ、1999年
- リュック・ベッソン『ジャンヌ・ダルク　リュック・ベッソンの世界』ソニー・マガジンズ、2000年
- マイケル・ベンソン『ビヨンド──惑星探査機が見た太陽系』新潮社、2004年
- ジャン＝ピエール・ジュネ、ギヨーム・ローラン、フィル・カゾアール著、ジル・ベルケ写真『ロング・エンゲージメント』ソニー・マガジンズ、2005年
- カン・ヒョク『北朝鮮の子どもたち──脱北少年が見た“楽園”の真実』文春文庫 、2005年
- クリスチャン・カリオン『戦場のアリア』竹書房、2006年
- マイケル・ベンソン『ファー・アウト―─銀河系から130億光年のかなたへ』新潮社、2010年